# Zay Flowers
Xavien Kevonn Flowers, detto Zay (Fort Lauderdale, 11 settembre 2000), è un giocatore di football americano statunitense che milita nel ruolo di wide receiver per i Baltimore Ravens della National Football League (NFL).

## Carriera universitaria
Nella sua prima stagione al Boston College, Flowers ricevette 22 passaggi per 341 yard e 3 touchdown. Dopo che l'istituto rimandò a casa i suoi studenti nel marzo 2020, fece ritorno in Florida e si allenò con giocatori della NFL come Antonio Brown e Geno Smith. Nella sua seconda stagione, Flowers divenne il secondo ricevitore nella storia degli Eagles ad essere inserito nella prima formazione ideale della Atlantic Coast Conference dopo avere chiuso con 56 ricezioni per 892 yard e 9 touchdown. L'anno seguente fu inserito nella terza formazione ideale della ACC dopo avere ricevuto 44 passaggi per 746 yard e 5 touchdown. Nell'ultima stagione tornò a essere inserito nella prima formazione ideale della conference. Il 1º dicembre 2022 annunciò la sua intenzione di passare tra i professionisti.

## Carriera professionistica
Flowers era considerato dagli analisti uno dei migliori wide receiver selezionabili nel Draft NFL 2023 e una scelta del primo giro. Il 27 aprile fu scelto come ventiduesimo assoluto dai Baltimore Ravens, il secondo ricevitore chiamato. Debuttò come professionista partendo come titolare nella gara del primo turno vinta contro gli Houston Texans in cui ricevette 9 passaggi per 78 yard dal quarterback Lamar Jackson. Nel penultimo turno ricevette 3 passaggi per 106 yard e un touchdown nella vittoria contro i Miami Dolphins, venendo premiato come rookie della settimana. La sua prima stagione si chiuse con 77 ricezioni per 858 yard, 5 touchdown su ricezione e uno su corsa in 16 partite, tutte come titolare.
Nel sesto turno della stagione 2024 contro i Washington Commanders, Flowers ricevette un nuovo primato personale di 132 yard (tutte nel primo tempo), nella vittoria per 30-23. Nella settimana 9 ricevette 127 yard e 2 touchdown nella vittoria sui Denver Broncos. A fine stagione fu convocato per il suo primo Pro Bowl.

## Palmarès
- Convocazioni al Pro Bowl: 1

2024
- Rookie della settimana: 1

17ª del 2023